# Recess (film 2004)
Recess è un cortometraggio del 2004 diretto da Dave Kalstein e prodotto e interpretato da Ian Somerhalder.

## Trama
In una utopica scuola nel 2034, due ragazzi complottano una elaborata cospirazione per scappare in un mondo libero.